# Bąble Fermiego

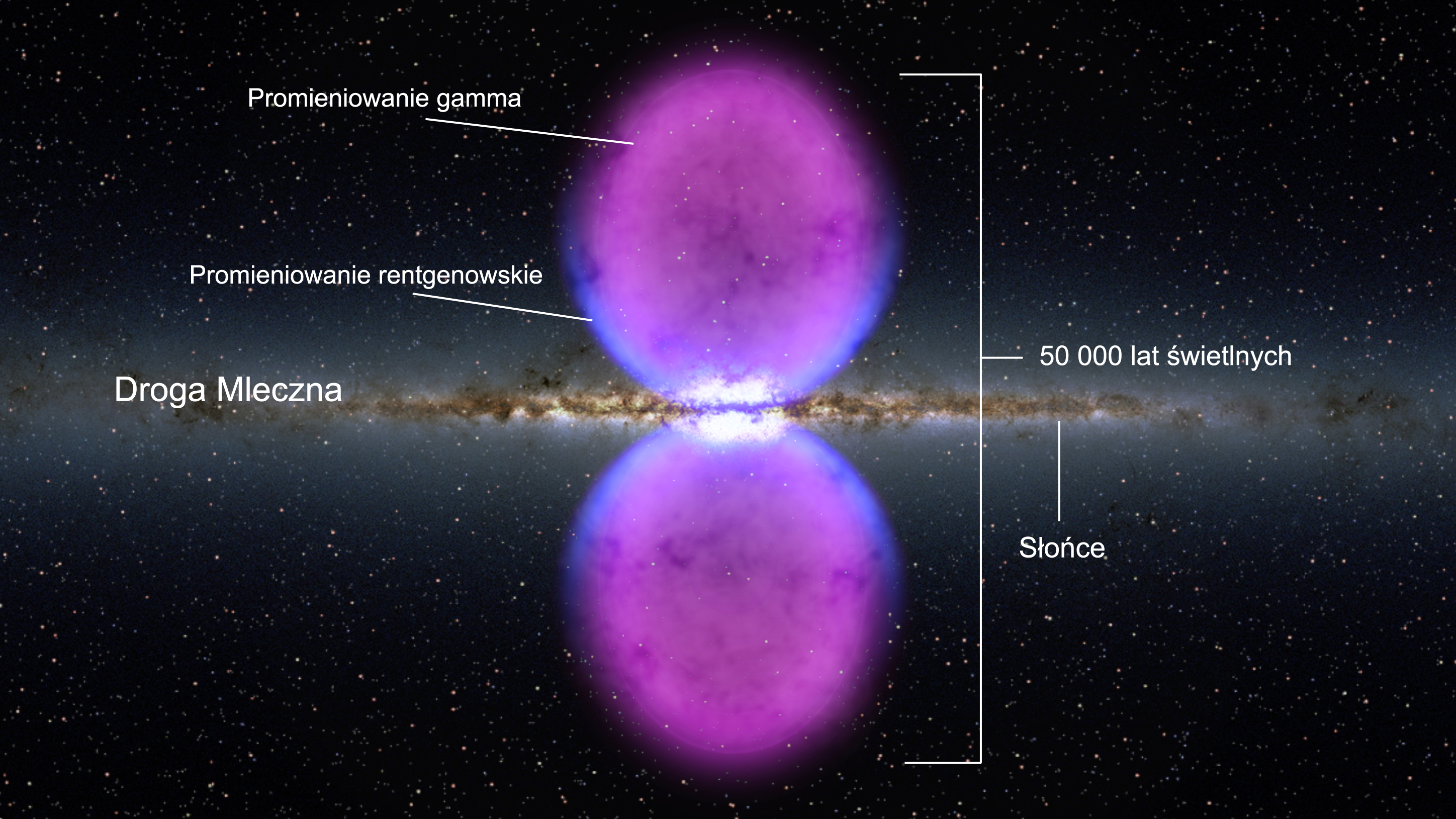
Bąble Fermiego – na niebiesko zaznaczono promieniowanie rentgenowskie, na różowo promieniowanie gamma

Bąble Fermiego (ang. Fermi Bubbles) – formacja niewiadomego pochodzenia, znajdująca się tuż przy Drodze Mlecznej odkryta w 2010, promieniująca w zakresie rentgenowskim i gamma.
Pierwsze dowody na istnienie „bąbli” pochodziły z danych obserwacyjnych niemieckiego satelity ROSAT i amerykańskiej sondy WMAP, ale dopiero dokładniejsze obserwacje, wykonane przez obserwatorium kosmiczne Fermi Gamma-ray Space Telescope, pokazały w całej okazałości rozmiar tych tajemniczych obiektów. Bąble znajdują się bezpośrednio nad i pod centrum Galaktyki, rozciągając się na odległość około 25 tys. lat świetlnych.
Odkrycie „bąbli” zaskoczyło naukowców, którzy nie spodziewali się znaleźć tego typu obiektów w naszej galaktyce.
Niepewna jest natura i pochodzenie „bąbli”, choć naukowcy sugerują, że mogą one być pozostałością po dżetach, które mogły być w przeszłości wyrzucane z centrum Galaktyki przez znajdującą się tam supermasywną czarną dziurę. Pod uwagę brane są także inne hipotezy dotyczące ich powstania.